# Josef von Smola (Offizier, 1764)

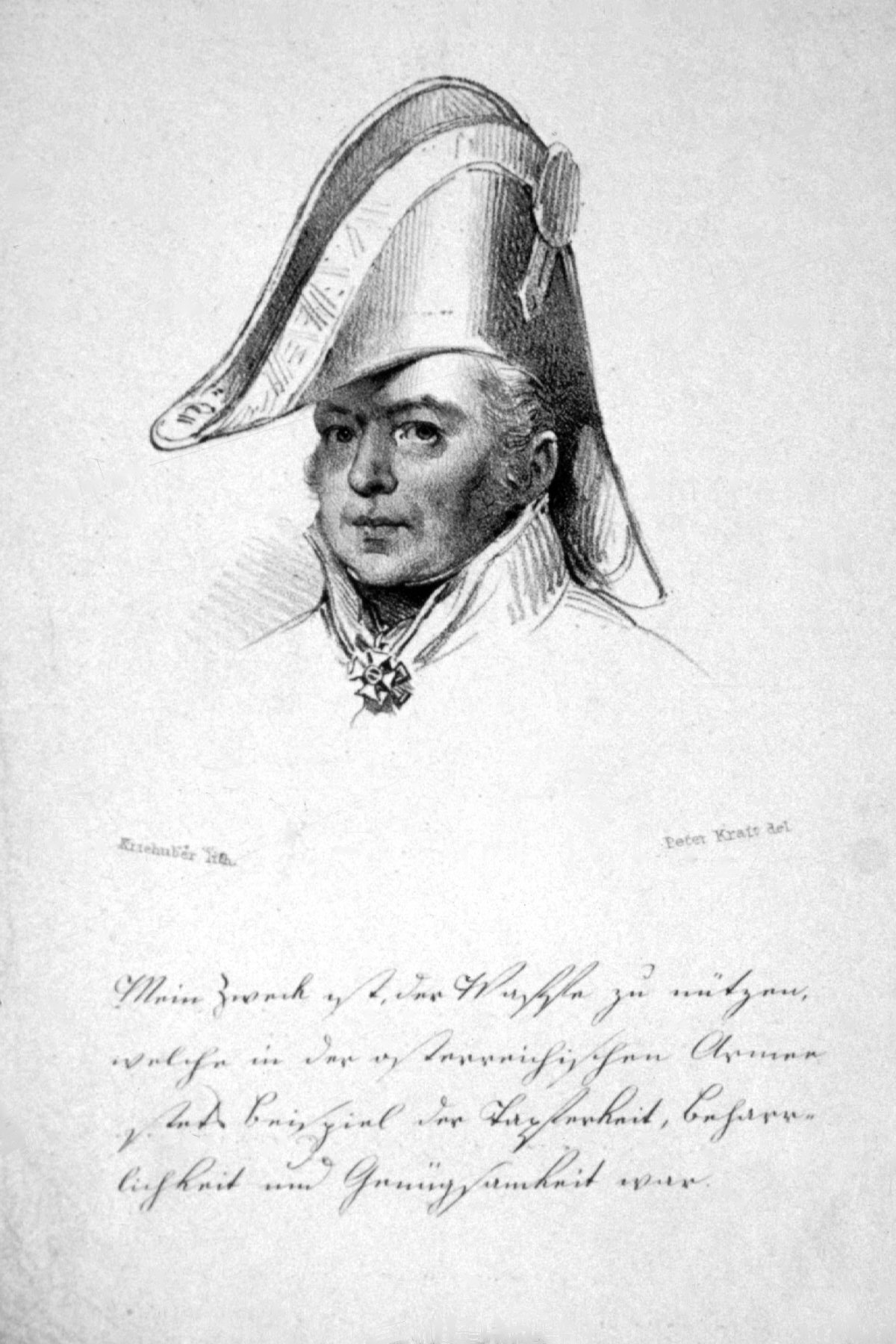
Josef von Smola, Lithografie von Josef Kriehuber nach einer Zeichnung von Johann Peter Krafft, s. a.

Josef Freiherr von Smola (* 12. Juni 1764 in Teplitz, Böhmen; † 29. November 1820 in Wien) war ein österreichischer Offizier.

## Leben
Josef von Smola war Sohn eines Güterdirektors im Haus Clary-Aldringen. Er begann beim Militär im Jahr 1780 als Kanonier bei der Artillerie. 1786 kam er zum neuen Bombardierkorps und wurde im folgenden Jahr Leutnant. Im Krieg gegen die Türken bewährte er sich bei den Belagerungen von Šabac und Belgrad. Im Jahr 1790 führte er Organisationsverbesserungen beim Artillerie-Füsilier-Bataillon in Flandern. Im Jahr 1792 nahm er am Feldzug gegen Frankreich teil, unter anderen bei der Schlacht von Jemappes. 1793 übernahm er das Kommando einer reitenden Batterie unter Erzherzog Karl. Bei der Schlacht von Neerwinden war er erfolgreich, da er anordnete die Artillerie zusammenzufassen. Für diesen Sieg erhielt er das Ritterkreuz des Maria-Theresienordens.
In der Schlacht bei Fleurus im Jahr 1794 wurde er jedoch schwer verletzt. Außertourlich wurde er 1796 zum Kapitänleutnant befördert. Als dieser war er maßgeblich an der Verteidigung der Festung Ehrenbreitstein beteiligt. Als Hauptmann zerstörte seine Einheit 1799 die französische Schiffsbrücke vor Mannheim.
1800 wurde er bei Meßkirch ein zweites Mal schwer verwundet. Als Major bei der böhmischen Legion stellte er das Bataillon des Leitmeritzer Kreises auf. 1805 kämpfte er in Italien. Im Jahr 1809 kämpfte er als Oberst und Chef des 3. Armeekorps unter anderem bei Regensburg. Er wurde dafür mit dem Kommandeurkreuz des Maria Theresienordens dekoriert. Weitere Schlachten gegen die Franzosen, an denen er teilnahm, waren jene bei Aspern, Wagram und bei Znaim.
Als Generalmajor führte er noch Feldzüge von 1813 bis 1815 in Innerösterreich, Oberitalien und Südfrankreich. Im Jahr 1815 übernahm, trotz eines Schlaganfalles nach Friedensschluss das Kommando über die Artilleriebrigaden in Wien.
Aber nicht nur als Feldherr, sondern auch als Techniker war er für zahlreiche Neuerungen in der Artillerie verantwortlich, so konstruierte er 1807 eine Wall-Lafette.
Verheiratet war Smola mit Marie Freiin von Häring (1771–1807). Seine beiden Söhne Josef Freiherr von Smola der Jüngere und Karl Freiherr von Smola waren ebenfalls Offiziere in der Armee des Kaiserthums Österreich. Die letzten lebenden Nachkommen sind Miloslav von Smola (* 29. August 1949 in Prag) und Miloslav von Smola (* 6. Januar 1986 in Prag), beide leben derzeit in der Tschechischen Republik.

## Würdigung
Im Jahr 1891 erhielt das Korps-Artillerie-Regiment 11 seinen Namen. 1909 wurde in Wien im 22. Bezirk Donaustadt die Smolagasse nach ihm benannt. Auch in Deutsch-Wagram gibt es eine Smolagasse. 1966 erhielt die ehemalige Kaserne des Bundesheeres in Großenzersdorf (2007 geschlossen) ebenfalls seinen Namen.